# Júlia Bonet Fité
Júlia Bonet Fité (28 juillet 1922 - 3 septembre 2011) est une femme d'affaires andorrane du milieu de la parfumerie, pionnière dans la distribution de produits de beauté et de parfumerie en Andorre.

## Biographie
En 1939, elle fonde à Escaldes-Engordany sa première affaire. En 1958, elle ouvre une seconde boutique sur l'avenue Meritxell d'Andorre-la-Vieille. Tout au long de sa vie elle continuera de développer l'entreprise, d'abord en Andorre puis en Espagne.
Ses obsèques célébrées dans l'église Sant Pere Màrtir d'Escaldes-Engordany  le 5 septembre 2011 rassemblent plus d'un millier de personnes.
En 2019, un timbre à son effigie est édité par la poste d'Andorre.